# Internationale Universität Zypern
Die Internationale Universität Zypern (Türkisch: Uluslararası Kıbrıs Üniversitesi, Englisch: Cyprus International University, Abk. CIU) ist eine staatlich anerkannte Privatuniversität in Nord-Nikosia in der Türkischen Republik Nordzypern.
Die Universität wurde 1997 gegründet und befindet sich etwa acht Kilometer (Luftlinie) nordöstlich vom Stadtzentrum Nord-Nikosia in einem separaten Gebäudekomplex. Die Unterrichtssprache ist Englisch. Es gibt insgesamt sechs Fakultäten, zwei Institute, eine Hochschule, eine Berufshochschule und ein Fremdsprachenzentrum.
Es werden Dual Degrees in Kooperation mit der University of Sunderland und der University of Wolverhampton angeboten.

## Fakultäten
- Faculty of Agriculture  (Biosystems Engineering, Plant Production and Technology)
- Faculty of Arts and Sciences (English Language And Literature, Psychology, Turkish Language and Literature)
- Faculty of Communication (Advertising and Public Relations, Journalism, Radio and Television, Visual Communication Design)
- Faculty of Economics & Administrative Sciences (Business Administration, European Union Relations, International Relations, Social Work)
- Faculty of Education (Arts Education and Crafts Teaching, Classroom Teaching, Computer and Instructional Technology Teaching Education, English Language Teaching, Guidance and Psychological Counselling, Mentally Handicapped Teaching, Pre-school Teacher Education. Turkish Language Teaching)
- Faculty of Engineering (Bioengineering, Civil Engineering, Computer Engineering, Electric and Electronic Engineering, Energy Systems Engineering, Environmental Engineering, Industrial Engineering, Information Systems Engineering)
- Faculty of Fine Arts (Architecture, Graphic Design, Industrial Products Design, Interior Design)
- Faculty of Law